# سیارک ۴۶۰۳
سیارک ۴۶۰۳ (به انگلیسی: 4603 Bertaud، نامگذاری:1986WM3) چهار هزار و ششصد و سومین سیارک کشف شده‌است که در ۲۵ نوامبر ۱۹۸۶ کشف شد.
قدر مطلق سیارک برابر ۱۱٫۹۰ است.